# Караджалли
Караджалли (азерб. Qaracallı) — село в Кубатлинському районі Азербайджану.
Село розміщене на правому березі річки Акарі, за 42 км на південь від  міста Бердзора.
4 листопада 2020 в ході Другої Карабаської війни звільнене Збройними силами Азербайджану.